# نيكولا ديميتروف
نيكولا ديميتروف (بالمقدونية: Никола Димитров)‏ هو دبلوماسي وسياسي شمال مقدوني، ولد في 30 سبتمبر 1972 في إسكوبية في مقدونيا الشمالية. نشط حزبياً في مستقل. وقد انتخب دبلوماسي.